# André Rocha
André Guerreiro Rocha (São Paulo, 19 augustus 1984) is een Braziliaans voetballer die bij voorkeur als verdediger speelt. Hij verruilde in januari 2015 CR Vasco da Gama voor Botafogo FC.

## Erelijst
- Campeonato Paranaense 2005 bij Atlético Paranaense